# Chalais (Valais)
Pour les articles homonymes, voir Chalais.
 (janvier 2010).
Si vous disposez d'ouvrages ou d'articles de référence ou si vous connaissez des sites web de qualité traitant du thème abordé ici, merci de compléter l'article en donnant les références utiles à sa vérifiabilité et en les liant à la section « Notes et références ».
Chalais est une commune suisse du canton du Valais, située dans la plaine du Rhône sur la rive gauche du district de Sierre. Elle regroupe les villages de Chalais, Réchy, Vercorin et Briey.

## Géographie

### Situation
La commune de Chalais se situe dans le district de Sierre, en Valais. Le village se trouve à 522 m d'altitude au pied du coteau sud de la vallée du Rhône, sur la rive gauche de ce dernier, à 4,5 km de la gare de Sierre,. Chalais compte également la localité de Réchy, également dans la vallée du Rhône, et celles de Briey et Vercorin, dans les hauteurs.
Le territoire de Chalais s'étend sur 24,46 km2. Lors du relevé de 2013-2018, les surfaces d'habitations et d'infrastructures représentaient 9,4 % de sa superficie, les surfaces agricoles 18,8 %, les surfaces boisées 67,4 % et les surfaces improductives 4,5 %.
|       | Sierre  | Chippis   |
| Grône | Chalais | Anniviers |
| Grône |         | Anniviers |

### Transports

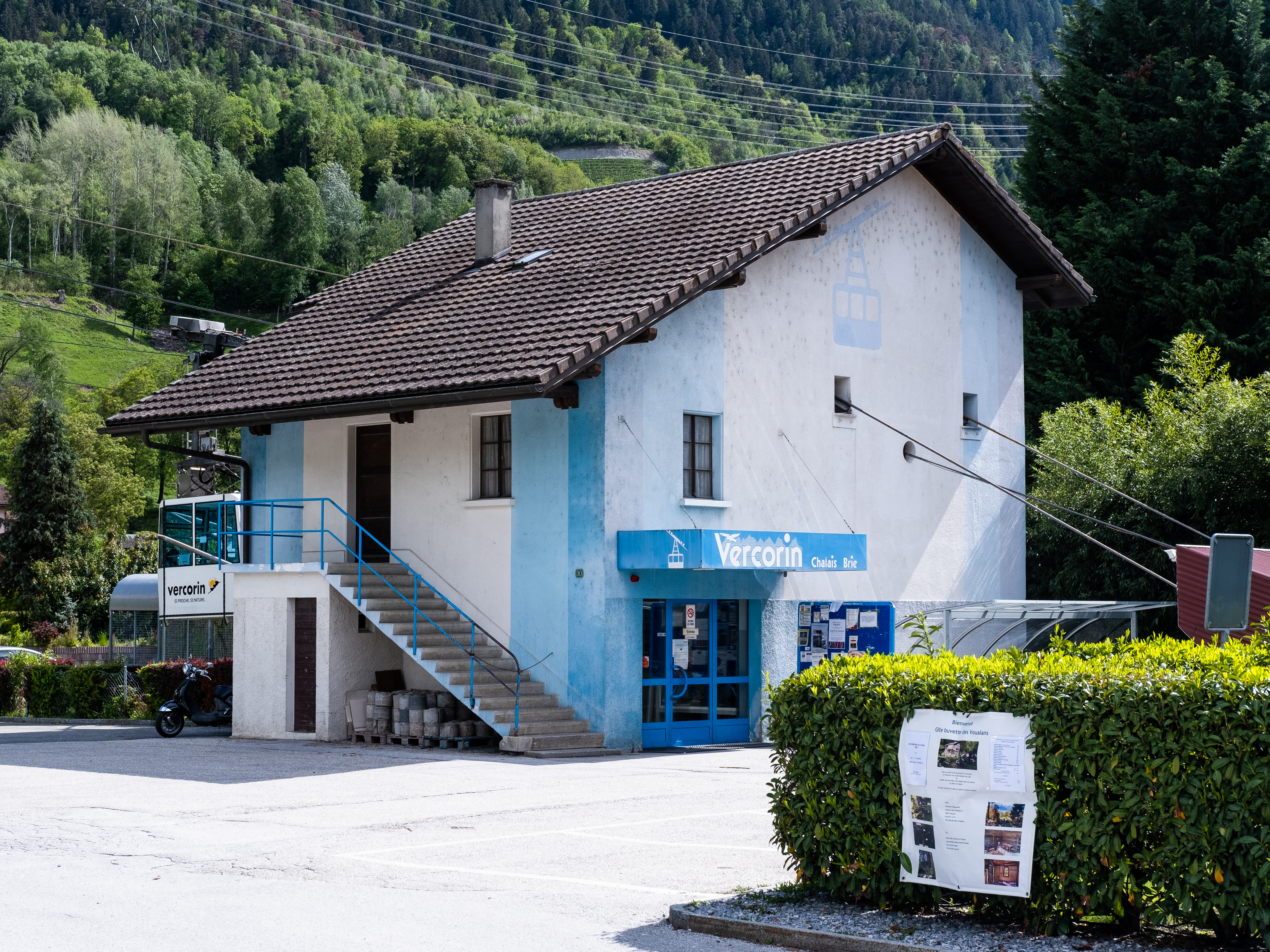
Base du téléphérique Chalais-Vercorin à Chalais.

Les villages de Chalais et de Réchy sont accessibles en bus depuis Sierre et Sion. La commune est également desservie par l'autoroute A9 (sortie Sierre-ouest). Un téléphérique relie Chalais au village de Vercorin.

## Toponymie
L'origine du toponyme est incertaine. Il est peut-être dérivé de *cal- (« montagne pierreuse, flanc raviné ») et du suffixe -ārĭus (utilisé pour former des adjectifs et des noms dérivés).
Le nom de la commune apparaît en 1052 sous le noms de « Jaler », puis de « Chalez » en 1209.
La commune se nomme Tsalî en patois valaisan.
L'ancien nom allemand de la commune est Schalei.

## Histoire

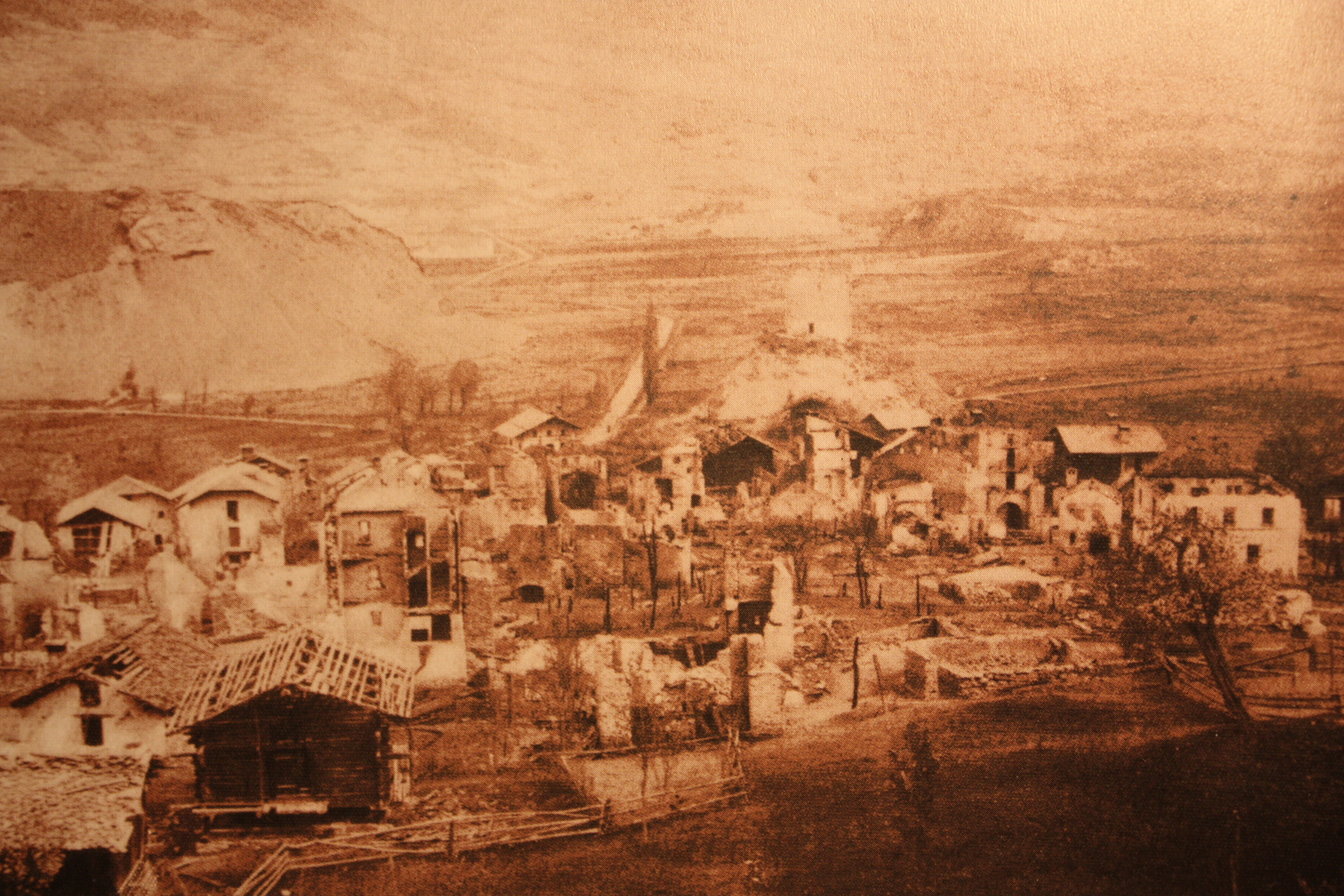
Incendie de Chalais en 1892.

Des pierres à cupules ont été retrouvées à Tracui et à Vercorin. La châtellenie de Chalais se détache de la seigneurie épiscopale de Sierre au début du XIIIe siècle. Chalais est alors inféodée à diverses familles nobles (de Chalais, Blouvignoud, Chevron). Elle appartient de la fin du XVIe siècle à 1798 au dizain de Sierre, puis au district de ce nom. La communauté est mentionnée dès le XIVe siècle.
La paroisse, mentionnée dès 1279, comprend Chippis jusqu'en 1856. En 1892, Chalais subit un grave incendie. Vers 1900, agriculture, vignes et bétail dominent encore. Chippis — avec Alusuisse dès 1905 —, Sion et Sierre attirent en 2000 de nombreux navetteurs. Le secteur primaire a pratiquement disparu, le secondaire a connu son apogée en 1970 et le tertiaire s'est accru régulièrement.
Dès la fin du Moyen Âge, les déplacements verticaux (utilisation par Chalais des pâturages de Vercorin) ont conduit à de très étroites relations entre les deux communautés. Un réseau très serré d'irrigation s'est développé dès le XIIIe siècle. Le centre de gravité se situe toutefois dans la plaine, à Chalais. Une route carrossable relie le village à Vercorin depuis 1938, un téléphérique depuis 1951.

### Chalais auXXesiècle

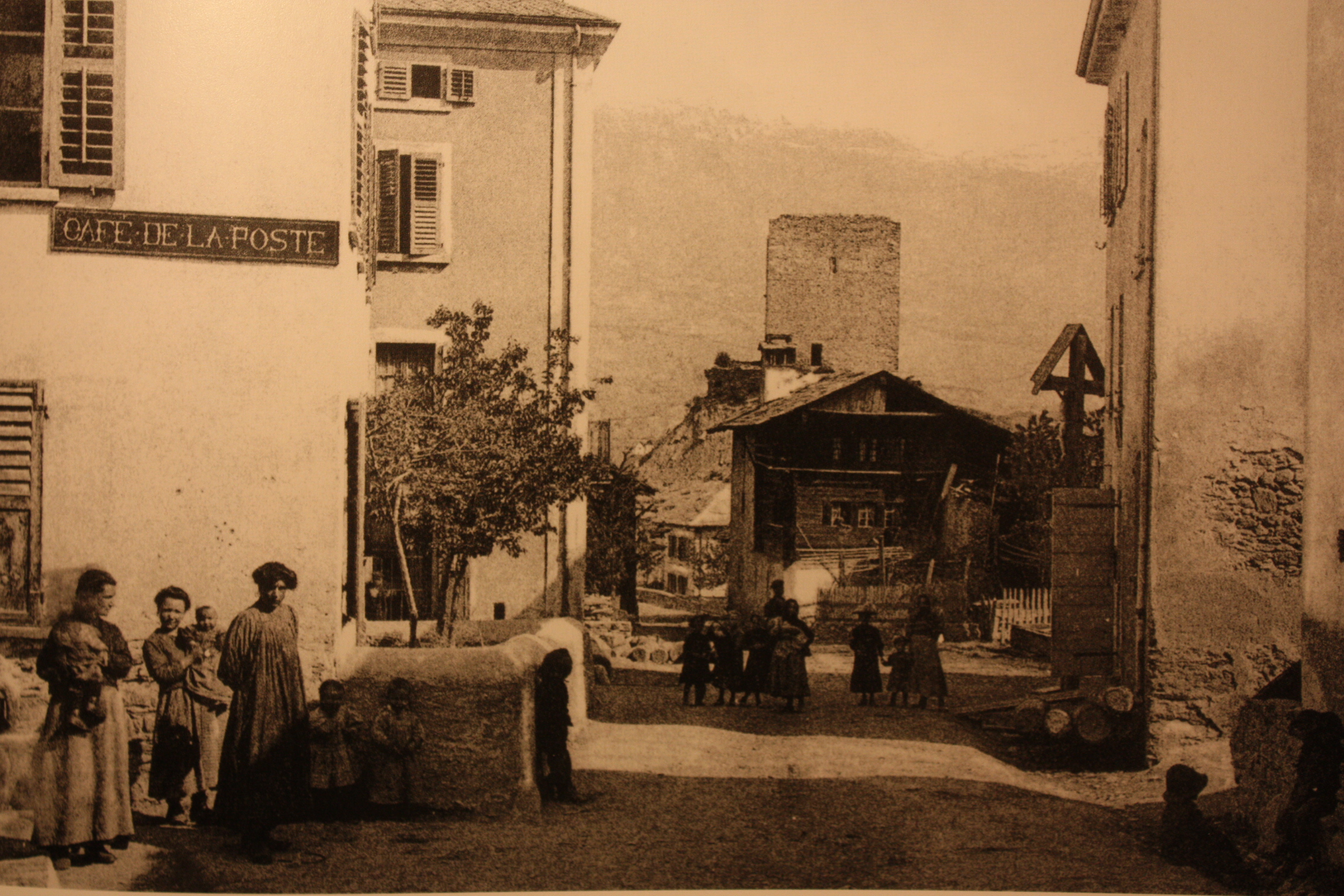
Rue de la Poste en 1927.

Photo aérienne historique de Werner Friedli de 1949.

Durant le XXe siècle, la commune est marquée par une modernisation, conséquence entre autres de la révolution industrielle. Ainsi, en 1906, l'assemblée primaire vote l'installation du premier téléphone public à Vercorin et l'année suivante, la première station téléphonique communale voit le jour à Chalais. En 1911, la décision est prise d'installer les hydrants pour les villages de Chalais et de Réchy, et un embranchement de la ligne électrique Vissoie-Chippis permet l'arrivée de l'électricité à Vercorin, suivie deux ans plus tard de l'électrification des villages de Chalais et Réchy.
En 1933, l'ouverture de la route reliant Vercorin à Chippis permet aux premières automobiles de relier le tronçon, bien qu'à cette époque la largeur de la route exigeait de mettre en place un dispositif de montée aux heures paires et de descentes aux heures impaires. Ce n'est que deux ans plus tard que la décision est prise de construire le trançon de la route Chalais-Briey.
La chute du plan Nord de la Tour de Chalais en 1936, la mobilisation générale de la Suisse durant la seconde Guerre mondiale ainsi que le tremblement de terre de 1946 infligèrent à la commune une période creuse durant laquelle différents travaux de rénovation durent être entrepris. Néanmoins, sous l'essor du tourisme grandissant de l'époque, la commune inaugure en 1950 son téléphérique Chalais-Vercorin (qui sera transformé en 1989) et 4 ans plus tard construit le premier téléski du Coujon, suivie en 1962 de l'ouverture du téléski des Planards.
En 1963, la décision est prise de goudronner les ruelles de Chalais, suivie en 1966 de la construction de la route Vercorin-Pinsec et de l'inauguration de la télécabine de Vercorin-Sigeroulaz. Dans la lignée, la route Loye-Vercorin est ouverte en 1982. La mise en service du tronçon de l'autoroute A9 entre Mangold (ancienne sortie provisoire située à Saint-Léonard) et Sierre-Ouest le 10 décembre 1996, a permis à Vercorin de devenir la station valaisanne la plus proche de l'autoroute en la reliant de celle-ci en seulement 20 minutes.

## Population et société

### Gentilés et surnom
Les habitants de la commune se nomment les Chalaisards (lé Tsalijar en patois valaisan). Ils sont surnommés les Renoillards, soit les grenouillards.
Les habitants du village de Briey se nomment les Briards.

### Démographie

#### Évolution de la population
Chalais compte 3 759 habitants au 31 décembre 2022 pour une densité de population de 154 hab/km2. Sur la période 2010-2019, sa population a augmenté de 13,7 % (canton : 10,5 % ; Suisse : 9,4 %).  

#### Pyramide des âges
En 2020, le taux de personnes de moins de 30 ans s'élève à 32,1 %, similaire à la valeur cantonale (31,7 %). Le taux de personnes de plus de 60 ans est quant à lui de 27,2 %, alors qu'il est de 26,6 % au niveau cantonal.
La même année, la commune compte 1 827 hommes pour 1 779 femmes, soit un taux de 50,7 % d'hommes, supérieur à celui du canton (49,6 %).
| Hommes | Classe d’âge | Femmes |
| ------ | ------------ | ------ |
| 0,3    | 90 ans ou +  | 1,0    |
| 8,2    | 75 à 89 ans  | 8,5    |
| 18,2   | 60 à 74 ans  | 18,2   |
| 22,2   | 45 à 59 ans  | 22,1   |
| 18,2   | 30 à 44 ans  | 18,7   |
| 17,3   | 15 à 29 ans  | 16,3   |
| 15,5   | - de 14 ans  | 15,1   |

| Hommes | Classe d’âge | Femmes |
| ------ | ------------ | ------ |
| 0,5    | 90 ans ou +  | 1,2    |
| 7,5    | 75 à 89 ans  | 9,4    |
| 16,8   | 60 à 74 ans  | 17,7   |
| 22,2   | 45 à 59 ans  | 21,7   |
| 20,3   | 30 à 44 ans  | 19,4   |
| 17,7   | 15 à 29 ans  | 16,6   |
| 14,9   | - de 14 ans  | 14,1   |

## Politique

### Administration
Les bureaux de l'administration communale se situent dans le bâtiment scolaire depuis sa construction en 1957[réf. nécessaire]. Le président de la commune ainsi que ses conseillers communaux sont élus pour une période de quatre ans lors des élections communales dont la dernière s'est tenue en 2020. La composition est la suivante :
- Présidente : Sylvie Masserey Anselin, Vision commune (Liste commune PLR-PS-dissidence PDC)
- Conseillers communaux :
  - Patrick Rudaz, vice-président, Vision commune (Liste commune PLR-PS-dissidence PDC)
  - Martine Perruchoud Hofstädter, Parti démocrate-chrétien
  - Kilian Siggen, Vision commune (Liste commune PLR-PS-dissidence PDC)
  - Valérie Savioz, PS Verts gauche citoyenne
- L'Assemblée primaire, composée de toutes les citoyennes et tous les citoyens de la commune, se réunit en principe 2 fois par an : 
  - au printemps, pour approuver les comptes ;
  - en automne, pour approuver le budget.

### Présidents
Liste des présidents de la commune.
- 1881-1888 : Félix Albasini
- 1889-1894 : Damien Zuber
- 1897-1904 : Félix Albasini
- 1905-1907 : Damien Zuber
- 1907-1912 : Félix Albasini
- 1913-1916 : Damien Perruchoud
- 1917-1920 : Casimir Perruchoud
- 1921-1936 : Alfred Rudaz
- 1937-1947 : Justin Zuber
- 1947-1952 : Hermann Perruchoud
- 1953-1960 : Joseph Perruchoud
- 1961-1968 : Victor Devanthéry
- 1969-1984 : René Christen
- 1985-2004 : Dany Perruchoud
- 2005-2020 : Alain Perruchoud
- 2021 : Sylvie Massery Anselin

### Jumelages
- Chalais (France) depuis 1986, en raison de l'homonymie des deux communes.

## Culture et patrimoine

### Patrimoine bâti
La tour de Chalais date du XIIIe siècle et est située sur une colline au nord du village. Elle s'écroule en partie en 1936. Le château de Vercorin est construit par Antoine Pancrace de Courten en 1777.
L'église paroissiale de Chalais est construite de 1856 à 1858 par l'architecte Ignace Antonioli et est restaurée entièrement après le séisme de 1946. Son saint patron est Gall. Ses vitraux sont d'Alfredo Cini et sa mosaïque est réalisée en 1955 par Paul Monnier. Le village de Vercorin compte deux églises : l'église paroissiale Saint-Boniface, construite en 1962-1964, et l'ancienne église datée du XIIIe siècle. Le territoire communal de Chalais comprend également plusieurs chapelles : la chapelle Saint-Mathias à Réchy datant de 1958, la chapelle Saint-Louis dépendante du château de Vercorin et la chapelle de pèlerinage Les-Sept-Douleurs-de-la-Vierge aux Bouillets.

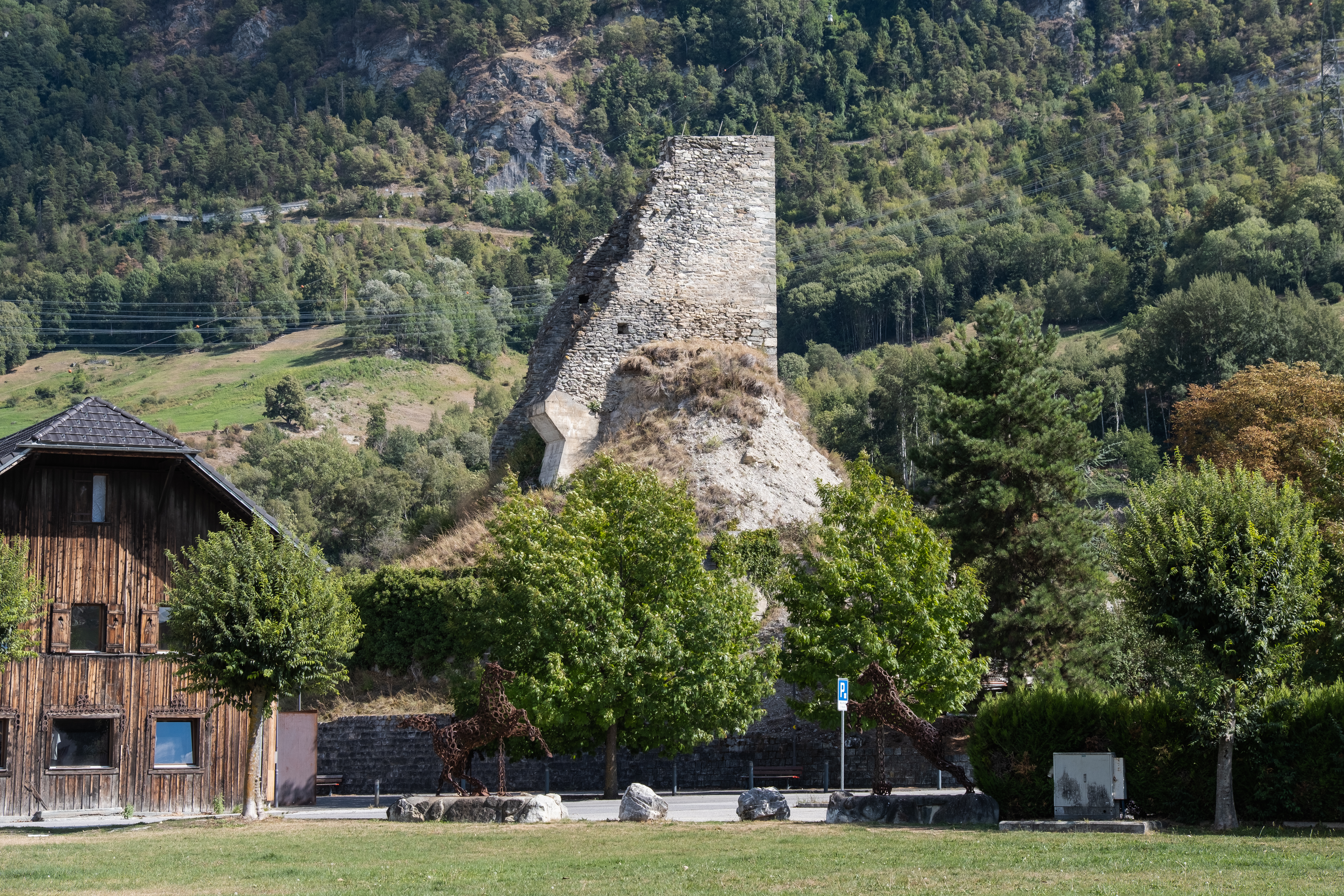
La tour de Chalais.
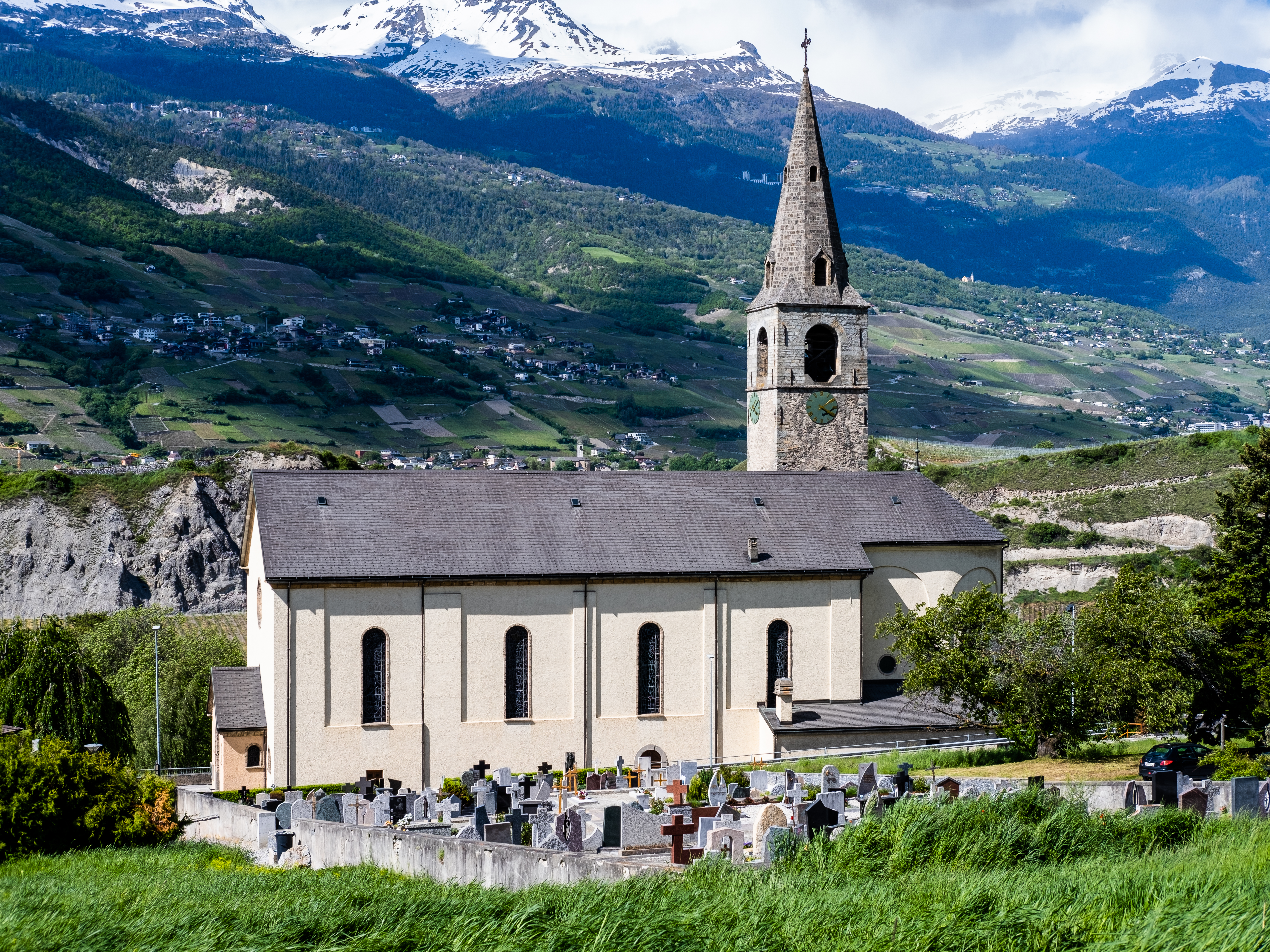
L'église et le cimetière de Chalais.
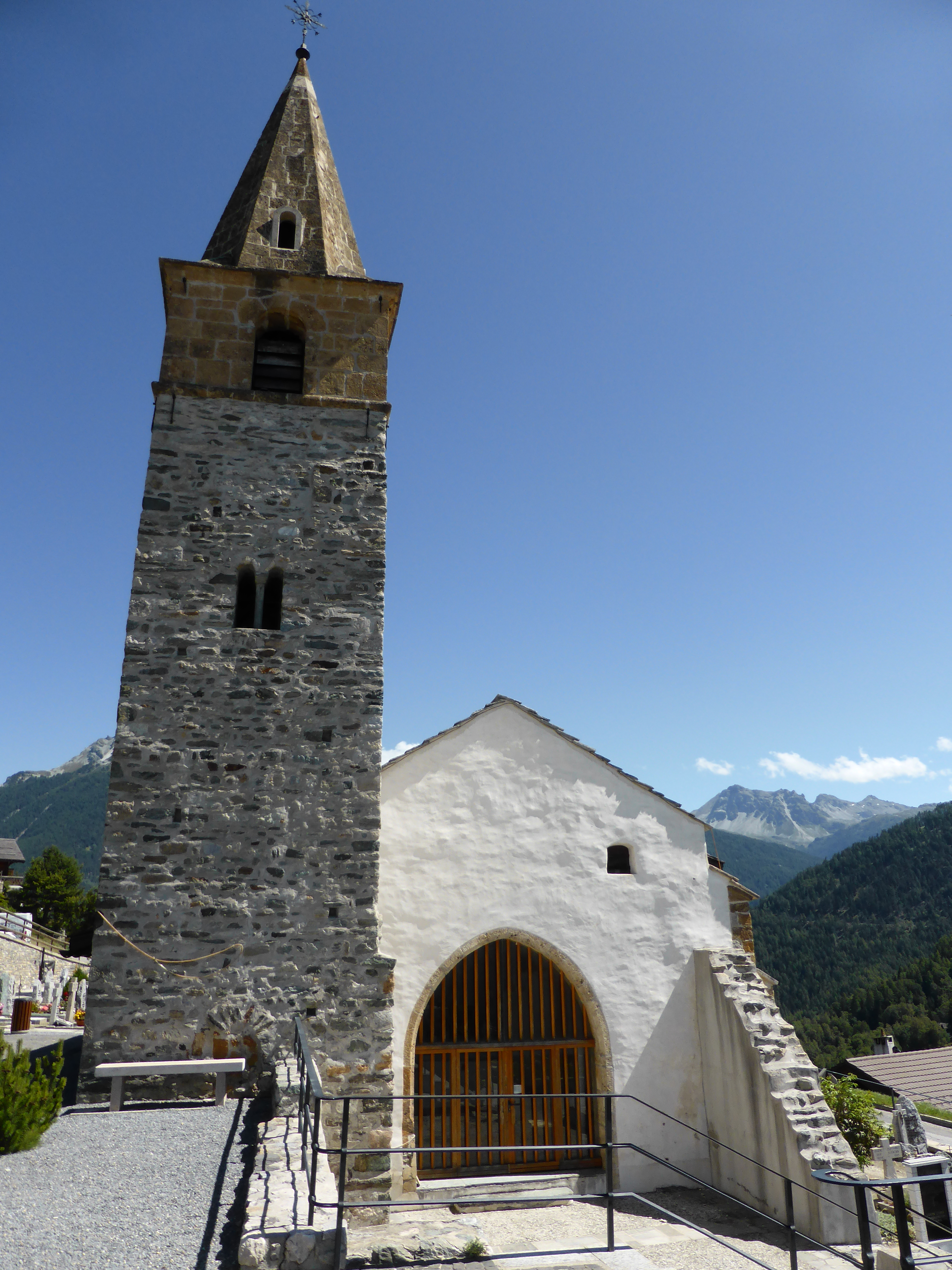
L'église paroissiale de Vercorin.

### Personnalités
- Stéphane Grichting (1979-), footballeur international.
- Jean-Pierre Siggen, conseiller d'État fribourgeois, originaire de Chalais.

### Héraldique
| Blason | Blasonnement : « D'argent à la croix pattée de sinople cantonnée de quatre étoiles de gueules. » |

La signification des armoiries de Chalais n'est pas certaine. Selon l'armorial valaisan de 1946, elles proviendraient de l'ancienne bannière de Chalais. Elles sont attestées sur le sceau communal pour la première fois en 1817. La croix serait une référence au christianisme. Les étoiles représenteraient les villages de Chalais, Chippis, Réchy et Vercorin. Bien que Chippis soit une commune indépendante, elle serait représentée sur les armoiries de Chalais car elle faisait historiquement partie de la vice-châtellenie de Chalais.

### Fonds d'archives
- Fonds : Chalais, Commune (1316-1985) [6,95 mètres].  Cote : CH AEV, AC Chalais. Sion : Archives de l'État du Valais (présentation en ligne)..